# Elvis Kokalović
Elvis Kokalović (Novo Mesto, 17. srpnja 1988.) hrvatski je nogometaš koji trenutačno igra za Kamen Sirač. Igra na poziciji obrambenog igrača. Nastupao je za hrvatske mlade reprezentacije. Jedno vrijeme za njega zanimao AC Milan.

## Vanjske poveznice
- Sportnet  Arhivirana inačica izvorne stranice od 1. studenoga 2013. (Wayback Machine)
- Nogometni magazin
- Profil, Hrvatski nogometni savez